# セル・エペニサ・ザコンバウ
セル・エペニサ・ザコンバウ（Seru Epenisa Cakobau, 1815年 - 1883年2月1日）は、フィジー諸島共和国、ヴィティレヴ島の東に位置するバウ島の首長、およびフィジー王国の王（在位：1871年 - 1874年）である。

## 経歴

### 群雄割拠の時代
19世紀中頃からフィジーに宣教師や商人が訪れるようになった。当時、フィジーは6つに王国が割拠しており、欧米人が持ち込んだ銃により戦争が過熱していった。1843年には長年緊張関係にあったバウとレワが衝突した。バウの首長だったザコンバウはレワの町を破壊し敵方の首長トゥイ＝ドゥレケティを処刑した。
1852年には父からブー・ニ・バル（vunivalu）の称号を継承した。カバ地方との戦いではトンガ軍の力を借りながら勝利し、フィジーの覇権を握った。

### 統一政府の成立
1860年代には、欧米人の数が増え、彼らの権利や安全を確保し、土地の合法的所有を保証する正式な行政機関の必要性が高まった。そして、1865年5月にバウ、レワ、ラケンバ、ブア、タカウンドロヴ、マトゥアタ、ナンドゥリの七地方首長がレブカに集まり、ザコンバウをフィジー連邦大統領に選出した。しかし、欧米人からの税収なしで統一政府を維持することはできず、たびたび運営困難に陥った。さらに、アメリカ人が部族対立に巻き込まれ、財産を破壊、略奪されたとしてアメリカはザコンバウに45000ドルの賠償金を要求した。
返済に行き詰ったザコンバウは、1874年10月10日に割譲証書（Deed of the Cession）に署名し、ヴィクトリア女王にフィジーの主権は譲渡されイギリスの植民地となり、ザコンバウは年金を与えられ引退した。

### キリスト教との関係
ザコンバウは1854年にトンガ国王が改宗した影響も受けて、自らキリスト教に改宗して国内の統治を進めようとした。改宗以前フィジーにあった食人習慣はザコンバウの改宗により捨てられた。また、改宗時に彼の臣民が全員改宗したことから、キリスト教はザコンバウの宗教と呼ばれた。